# Nadejda Jourkina
Nadejda Jourkina (russe : Надежда Журкина ; 28 août 1920 – 24 avril 2002) est une opératrice radio du 99e régiment d'aviation de la garde de reconnaissance indépendante de la 15e Armée de l'air sur le Front de Briansk pendant la Seconde Guerre mondiale et l'une des quatre femmes à avoir reçu les trois classes de l'Ordre de la Gloire.

## Enfance et éducation
Nadejda Jourkina est née le 28 août 1920 dans une famille de la classe ouvrière russe à Tourinsk dans la République socialiste fédérative soviétique de Russie. Avant de rejoindre l'armée en 1942, elle étudie à l'Institut de Droit de Moscou et obtient son diplôme de vol à l'aéroclub de Moscou où elle reçoit la certification de pilote de Po-2. Après la mort au combat de ses deux frères et prenant exemple sur Marina Raskova, elle cherche à rejoindre l'armée. En 1944, elle entre au Parti communiste.

## Carrière militaire
Peu de temps après l'invasion allemande de l'Union soviétique en 1941, Nadejda Jourkina rejoint l'Armée rouge et travaille dans une station d'interception radio, mais demande à devenir mitrailleuse en 1943. Son commandant de régiment approuve le transfert et après seulement quelques jours de formation, elle devient habilitée à utiliser une mitrailleuse d'avion. Elle vit son baptême du feu pendant la bataille de Koursk, en fournissant des informations sur les emplacements et les mouvements des unités de tank et de troupes de l'ennemi. Elle fournit aussi une couverture pour les troupes soviétiques au sol en repoussant les avions ennemis. Après ses sept premières sorties, elle reçoit la Médaille du Courage. Du 4 mars au 2 avril 1944, elle fait 23 sorties de reconnaissance au-dessus de Pushkinskiye Gory, de Opotchka et Idritsa dans l'Oblast de Pskov, où elle prend des photos des installations ennemies au sol et repousse les attaques de neuf avions. Pour sa bravoure, elle obtient l'Ordre de la Gloire 3e classe le 30 avril,.
Du 16 septembre à octobre de cette année-là, elle fait une quinzaine de sorties de reconnaissance et de bombardement au dessus de Riga, Tukums, et Klapkalns en Lettonie. Lors de ces missions, elle transmets 93 messages au sol sur les positions ennemies et les mouvements d'approvisionnement du personnel et des aéronefs en plus de repousser plusieurs attaques menées par des combattants ennemis. Le 15 octobre, elle reçoit l'Ordre de la Gloire 2e classe.
En novembre 1944, Nadejda Jourkina se voit confier la difficile tâche de photographier les défenses ennemies à Kuldīga en Lettonie. Le vol est effectué dans de mauvaises conditions météorologiques, obligeant Nadejda Jourkina à voler à une altitude dangereusement basse de 500 m où elle fait face à des tirs d'artilleries allemands. Après avoir photographié la zone, elle rentre à l'aérodrome pourchassée par quatre Focke-Wulf Fw 190 mais elle réussit à les repousser. Lors du vol suivant, elle repousse deux chasseurs allemands et lors du troisième, elle abat un chasseur mais suspecte qu'il y en ait d'autres. Elle laisse les commandes à sa copilote et tire sur l'avion ennemi avec la mitrailleuse de son appareil elle-même. Son premier tir touche le réservoir de carburant d'un Messerschmitt et abat l'autre, obligeant ses occupants à sauter en vol. Lors une mission le 18 novembre 1944, elle abat deux avions. Pour ses actions dans ces missions, elle reçoit l'Ordre de la Gloire de 1re classe par le décret du Soviet Suprême le 23 février 1948. Elle n'a jamais été abattue pendant la guerre, ni blessée gravement. En plus de tous les Ordres de Gloire, elle a également été décorée de l'Ordre de l'Étoile rouge. Au total, elle a fait 87 sorties tout au long de la guerre,.

## Après-guerre
Après la guerre, elle quitte l'armée et devient directrice du personnel d'une usine de vêtements à Riga. Elle mène une vie sociale active et est membre de War Veterans for Peace. Après la dissolution de l'Union soviétique, elle déménage en Russie et n'emmène que des albums photos et des carnets d'adresses de ses anciens compagnons. Elle entre dans une pension pour anciens combattants de la Seconde Guerre mondiale à Moscou, où elle meurt en 2002 à l'âge de 82 ans.

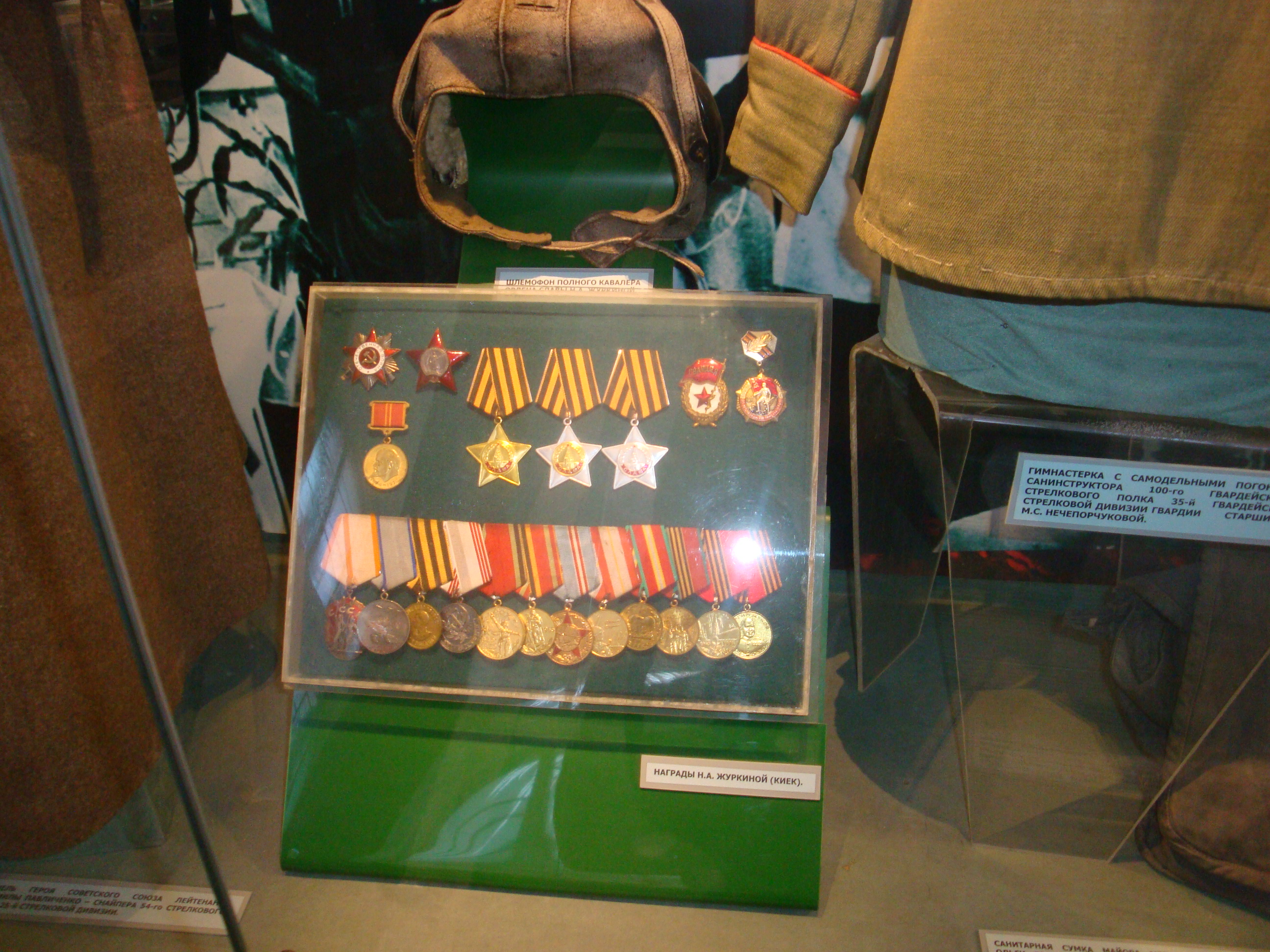
Les médailles de Nadejda Jourkina exposées dans un musée.

## Distinctions
- Ordre de la Gloire (les trois classes)
- Ordre de la Guerre Patriotique de 1re Classe
- Ordre de l'Étoile Rouge
- Médaille du Courage
- Ordre de l'Insigne d'Honneur